# Droga ekspresowa A-2 (Hiszpania)
Droga ekspresowa A-2 (hiszp. Autovía A-2), także Autovía del Nordeste, Droga ekspresowa Północna-Wschodnia – droga szybkiego ruchu  w Hiszpanii przebiegająca przez teren wspólnot autonomicznych Madryt, Kastylia-La Mancha, Aragonia i Katalonia.
Droga łączy Madryt z Saragossą, Lleidą i Barceloną.
Stanowi jedną z głównych osi transportowych Półwyspu Iberyjskiego oraz jest jedną najważniejszych dróg w całej Hiszpanii łącząc Madryt z Barceloną.